# Timecop 2 – Entscheidung in Berlin
Timecop 2 – Entscheidung in Berlin ist ein US-amerikanischer Action- / Science-Fiction-Film aus dem Jahr 2003 unter der Regie von Steve Boyum mit Jason Scott Lee in der Hauptrolle. Er behandelt das Thema Zeitreisen und basiert auf einer populären Comic-Buchreihe von Mike Richardson und Mark Verheiden.
Der Film lief nie im Kino und wurde erstmals am 30. September 2003 in den USA auf DVD veröffentlicht.

## Bezug zum Film „Timecop“
Ebenso wie im Film Timecop verfolgt ein Polizist (ein „Timecop“) der „Time Enforcement Commission“ (TEC) illegale Eingriffe in die Vergangenheit.
In beiden Filmen hat die Hauptfigur vor Beginn ihrer Tätigkeit ein Familienmitglied durch einen Mord verloren, der sich im Laufe des Filmes als illegaler Eingriff des Gegenspielers in die Vergangenheit herausstellt und daher verhindert werden darf. Die Figuren beider Filme unterscheiden sich aber vollständig.
Wie im Film Timecop findet ein Goldraub in der Vergangenheit statt, wird ein illegal Zeitreisender durch ein Sondergericht zum sofortigen Tod verurteilt und verschmilzt jemand bei der Berührung mit seinem jüngeren Ich.

## Handlung
Im Jahr 2025 verfolgt die „Time Enforcement Commission“ (TEC) durch Timecops illegale Zeitreisen in die Vergangenheit. Die „Organisation für historische Authentizität“ überwacht die Behörde und konkurriert mittlerweile mit ihr.
Deren ehemaliger Vorsitzender Brandon Miller missbrauchte seine Macht dazu, um mit seinen Gefolgsleuten korrigierend in die Vergangenheit einzugreifen. Der Timecop Ryan Chan deckte vor zwei Jahren Millers Beteiligung an illegalen Zeitreisen auf, als dieser im Jahr 1940 in Berlin Adolf Hitler töten wollte. Chan entschied sich, Millers Frau zu erschießen, um Hitler zu retten und nahm Miller fest.
Die „Organisation für historische Authentizität“ versucht gegenwärtig erfolglos, Chan durch Einsatz eigener Agenten überflüssig zu machen und wegen angeblicher Regelverstöße aus dem Polizeidienst entfernen zu lassen.
Chan leidet unter seiner Entscheidung in Berlin, seinen traumatischen Erinnerungsbruchstücken an die Ermordung seines Vaters in seiner Kindheit und an Überarbeitung. Ein Teil der Eingriffe in den Zeitfluss sind hausgemacht: Ein Timecop besucht sein jüngeres Ich und beide sterben nach einer Berührung durch Verschmelzung, wodurch alle seine Verhaftungen rückgängig gemacht wurden. Chan überlegt daher seinen Beruf aufzugeben.
Miller bricht während eines Aufstandes im „Welt-Gefängnis für geistesgestörte Kriminelle“ aus und beginnt die Timecops durch Ermordung ihrer Vorfahren in der Vergangenheit auszulöschen. Als Chan zum letzten einsatzfähigen Timecop wird, sieht er wieder einen Sinn in seiner Aufgabe und lässt sich zur Verhinderung des Gefängnisaufstandes in die Vergangenheit schicken.
Er kommt erst nach Ausbruch des Aufstandes an. Miller wartet auf ihn in seiner Zelle und bietet ihm die Zusammenarbeit an. Als Chan ablehnt, lässt er ihn durch einen Mithäftling überwältigen. Da es Miller nicht befriedigt, Chan zu töten, ohne seine Frau dadurch zu retten, lässt er ihn am Leben und flieht aus dem Gefängnis.
Bei Chans Rückkehr haben sich die Vergangenheit und sein Team verändert, da kein Zweiter Weltkrieg, sondern ein späterer Krieg stattgefunden hat. Als er erneut ins Gefängnis in der Vergangenheit reist, steht dieses vollständig leer.
Bei seiner Rückkehr erhält er eine Uhr, mit der er Millers Eingriffe in den Zeitfluss verfolgen kann. Als Miller im Jahr 1881 im amerikanischen Springfield einen Asiaten fälschlicherweise für Chans Vorfahren hält und diesen ermordet, kann er ihn aufspüren. Er kann Miller durch die Zeit verfolgen und die Ermordung einer Vorfahrin und seiner Eltern vor seiner Zeugung verhindern. Er wird aber von Miller von einem Hausdach aus beschossen. Die Uhr fängt die Kugel ab und schickt ihn zurück in die Gegenwart. Er begreift, dass sein Vater in der Universität von Los Angeles im Jahr 2002 von dem zeitreisenden Miller ermordet wurde, weil er ihn beschützen wollte.
Chan kann schließlich sein Team überzeugen, dass er geistig und körperlich in der Lage ist, eine erneute Zeitreise anzutreten.
Im Jahr 2002 hält sein Vater eine Vorlesung über Zeitreisen, die auch von dem elfjährigen Ryan Chan und dem jungen Brandon Miller besucht wird. Während Miller für korrigierende Eingriffe in Vergangenheit argumentiert, warnt Professor Chan vor den möglichen Folgen.
Chan kann die Ermordung seines Vaters nicht verhindern. Indem er den jüngeren Miller als Geisel nimmt, kann er die Ermordung seines jüngeren Ichs verhindern und den älteren Miller zum Wegschmeißen seiner Waffe bringen. Er und der ältere Miller tragen vor Zuschauern einen brutalen Kampf aus. Chan appelliert erfolgreich an den jüngeren Miller, die Taten nicht geschehen zu lassen.
Daraufhin landet er einige Stunden früher in der Gegenwart und niemand außer ihm kann sich an den Konflikt erinnern.

## Kritik
„Das Science-Fiction-Sujet "Zeitreise" dient nur als flüchtige und kaum tragfähige Folie für ungeduldig inszenierte Martial-Arts-Effekte vor ständig wechselnden Kulissenlandschaften. Das hat seine Reize, kann aber, ebenso wie die nur durchschnittlichen Darsteller, kaum über die dünne Handlung hinwegtäuschen.“